# 隆和
隆和（或作崇和；362年－363年二月）是东晋皇帝晉哀帝司馬丕的第一个年号，共计2年。
隆和在一些古籍中也写作崇和，这是唐朝时为了避讳唐玄宗李隆基的名字而改称。
隆和二年二月改元兴宁元年。

## 纪年
| 隆和 | 元年  | 二年  |
| ---- | ----- | ----- |
| 公元 | 362年 | 363年 |
| 干支 | 壬戌  | 癸亥  |

## 参看
- 中国年号索引
- 同一时期存在的其他政权的年号
  - 升平：前凉政权年号
  - 建熙（360年－370年十一月）：前燕政权慕容暐年号
  - 甘露（359年六月－364年）：前秦政权苻坚年号
  - 建国（338年十一月－376年）：代政权拓跋什翼犍年号